# Tirà becplaner pitgroc
El tirà becplaner pitgroc (Tolmomyias flaviventris) és un ocell de la família dels tirànids (Tyrannidae).

## Hàbitat i distribució
Habita els boscos de Panamà oriental, nord i est de Colòmbia i sud-oest, nord i centre de Veneçuela, Guaianes, nord, est i nord-est de Brasil, Trinitat.